# エリサベタ (ルーマニア王妃)
エリサベタ・ア・ロムニエイ（ルーマニア語: Elisabeta a României, 1843年12月29日 - 1916年3月2日）は、ルーマニア王カロル1世の王妃。ドイツ語名ではエリーザベト・パウリーネ・オッティリーエ・ルイーゼ・ツー・ヴィート（Elisabeth Pauline Ottilie Luise zu Wied）。カルメン・シルヴァ（Carmen Sylva）の筆名をもつ詩人・小説家でもあった。

## 生涯
ドイツ王族ヘルマン・ツー・ヴィートとその妃であるマリー・フォン・ナッサウ＝ヴァイルブルク（ルクセンブルク大公アドルフの同母妹）の娘として、ノイヴィート・アム・ライン（現在のラインラント＝プファルツ州の町）で生まれた。一時はイギリスのプリンス・オブ・ウェールズ、アルバート・エドワード（のちのエドワード7世）の花嫁候補となっていた。未来の夫カロルと最初に出会ったのは、1861年のベルリンであった。2人は1869年に結婚し、一人娘マリアを1870年にもうけたが、わずか3歳で亡くした。

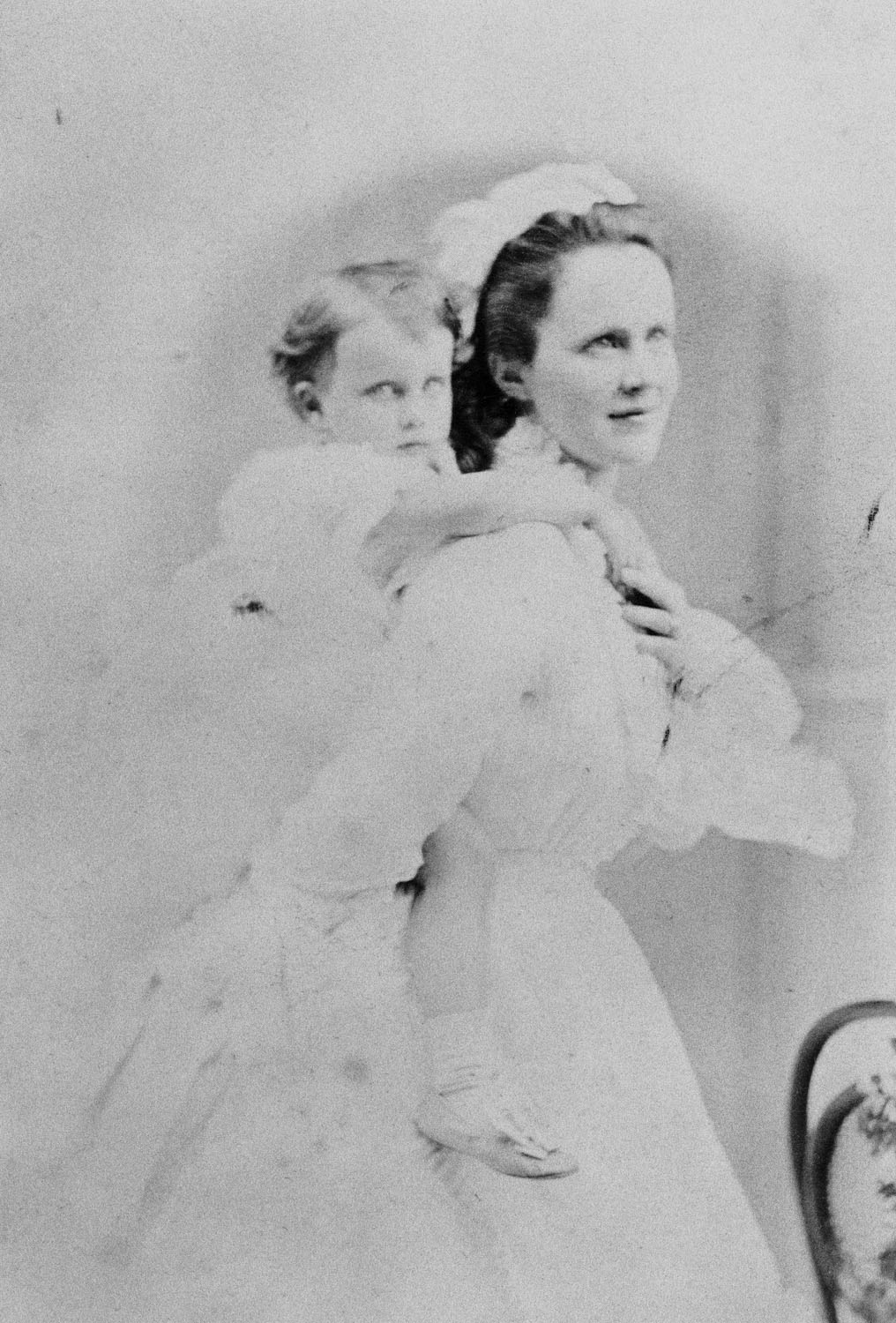
エリザベタと娘マリア

露土戦争のさなかの1877年から1878年にかけて、エリサベタは負傷者の看護にあたった。彼女は、ルーマニアで女性の高等教育を支援し、多くの慈善活動団体を立ち上げた。彼女は優れたピアニスト、オルガン奏者、歌手、画家でもあった。何にもまして彼女の名前を知らしめたのは文学の創作活動である。特に詩、フォークロア、バラッドでは、オリジナル作品はいうまでもなく、ルーマニアの伝説を多く盛り込んでいる。
1881年、子供のないカロル1世は、次の王位を甥フェルディナンド1世に譲ることに決めた。ルーマニアでは全くの外国人だったフェルディナンドは、エリサベタの侍女エレナ・バカレスクと親密な関係になった。エリサベタ自身もエレナとは仲が良かったため、結婚を許されない2人の恋を応援した。
この結果、エリサベタはノイヴィートへ、エレナはパリへ出国することを余儀なくされた。この旅行は、フェルディナンドの花嫁を探す密命も帯びており、この一件はエリサベタの夢想家としての想像力に磨きをかけた。フェルディナンドの花嫁として白羽の矢が立てられたのが、イギリスの王族マリー・オブ・エディンバラだった。
1916年、エリサベタはブカレストで亡くなった。
ヨシフ・イヴァノヴィチの彼女の名を冠したワルツ「カルメン・シルヴァ」は現在でも演奏される。ジョルジェ・エネスクは彼女が主催した演奏会に参加しており、彼女の詩による歌曲も残している。

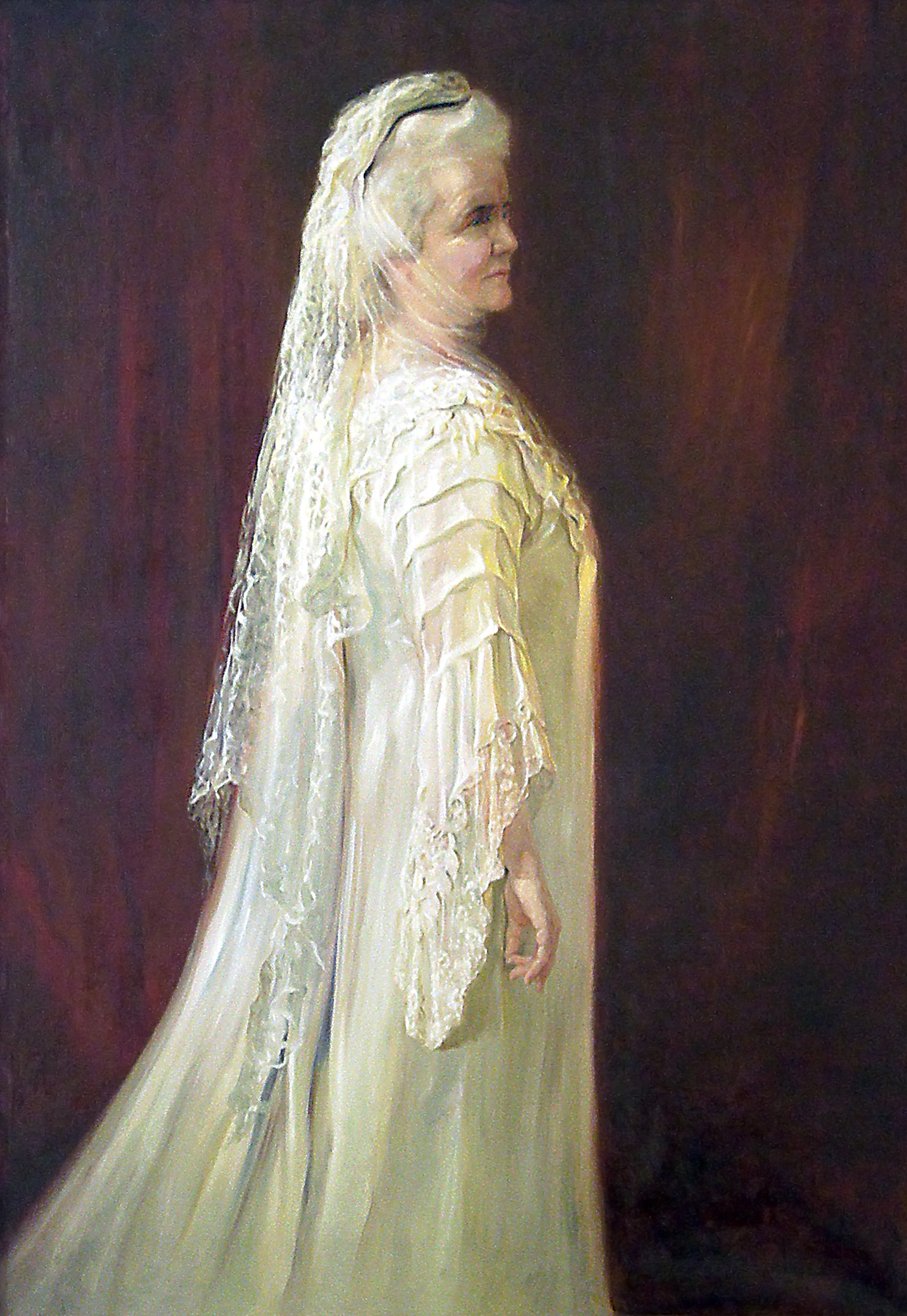
エリサベタ（ブカレストの国立歴史博物館所蔵）
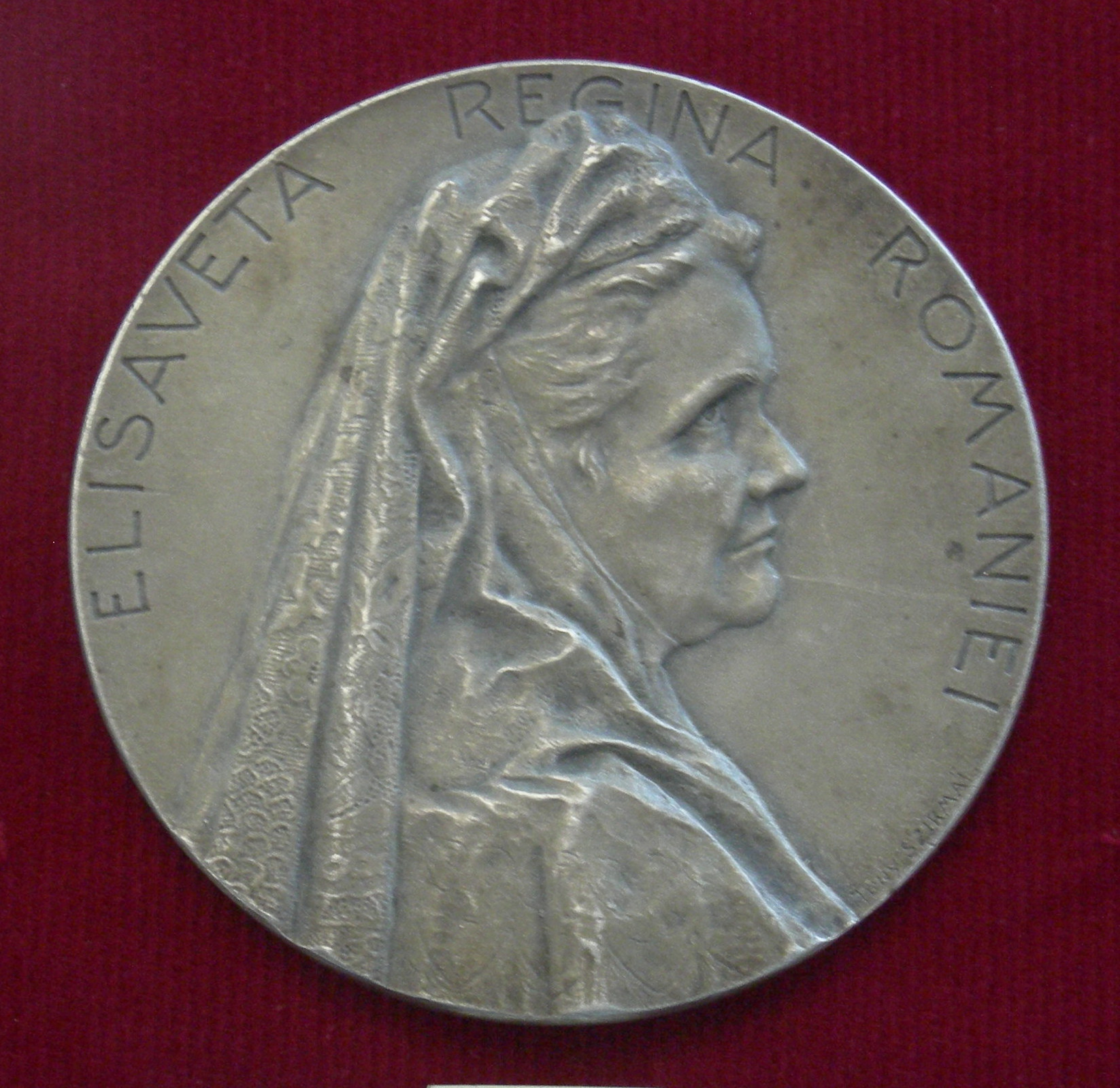
エリサベタのメダル